# Philippinisches Spanisch
Die Spanische Sprache ist auf den Philippinen infolge der jahrhundertelangen spanischen Kolonialherrschaft von großer historischer Bedeutung. Sie war bis 1973 Amtssprache und bis ins Jahr 1987 ein Pflichtfach an philippinischen Schulen.
Bei der letzten Zählung sprachen zwei bis drei Millionen Filipinos Spanisch (1990) und 1.200.000 Filipinos (1996) die Kreolsprache Chavacano. Es gibt außerdem tausende spanische Lehnwörter in allen 170 philippinischen Sprachen sowie 13 Millionen Dokumente in den philippinischen Archiven, die auf Spanisch verfasst und von der Regierung anerkannt sind.

## Geschichte

### Spanische Kolonialzeit
Die spanische Sprache kam 1565 auf den Archipel, als der Konquistador Miguel López de Legazpi die erste spanische Siedlung auf der Insel Cebu gründete. Während der folgenden 333 Jahre (1565–1898) waren die Philippinen spanisches Territorium.
Obwohl die spanischen Kolonialherren der indigenen Bevölkerung ausdrücklich verboten hatten, die spanische Sprache zu erlernen, sprachen bald rund zehn Prozent der Einheimischen Spanisch. Für die Spanier und die gemischte spanisch-einheimische Bevölkerung war es die einzige gesprochene Sprache, für die gebildeten Einheimischen (ilustrados) wurde es zur wichtigen Zweitsprache. Die Priester und Missionare der römisch-katholischen Kirche predigten auch in den regionalen Sprachen. Sie stellten einheimische Übersetzer an und schufen somit eine zweisprachige Gesellschaftsschicht, die als Ladinos bezeichnet wurden.
Die indigene Bevölkerung wurde üblicherweise nicht in die spanische Sprache eingeführt, zweisprachige Personen wie zum Beispiel der Dichter und Dolmetscher Gaspar Aquino de Belén verfassten die ersten Gedichte in Tagalog in lateinischer Schrift. Werke wie Pasyon, die von de Belén geschrieben wurden und das Leben und den Tod Jesu Christi darstellten, wurden in verschiedenen Versionen wiedergegeben. Später bildeten die spanischen Ritterromane eine Vorlage für weltliche Literatur. Erzählungen und Komödien wurden für die ungebildete Mehrheit in den Regionalsprachen aufgeführt.
Gründe dafür, dass sich Spanisch auf dem Archipel nie richtig entfaltete, war die Tatsache, dass die Philippinen keine direkte Kolonie Spaniens waren. Das Inselreich wurde von Mexiko aus regiert, das ein Teil Neuspaniens war. Es wurde erst nach der Unabhängigkeit Mexikos von Spanien im Jahre 1821 von Madrid aus regiert.

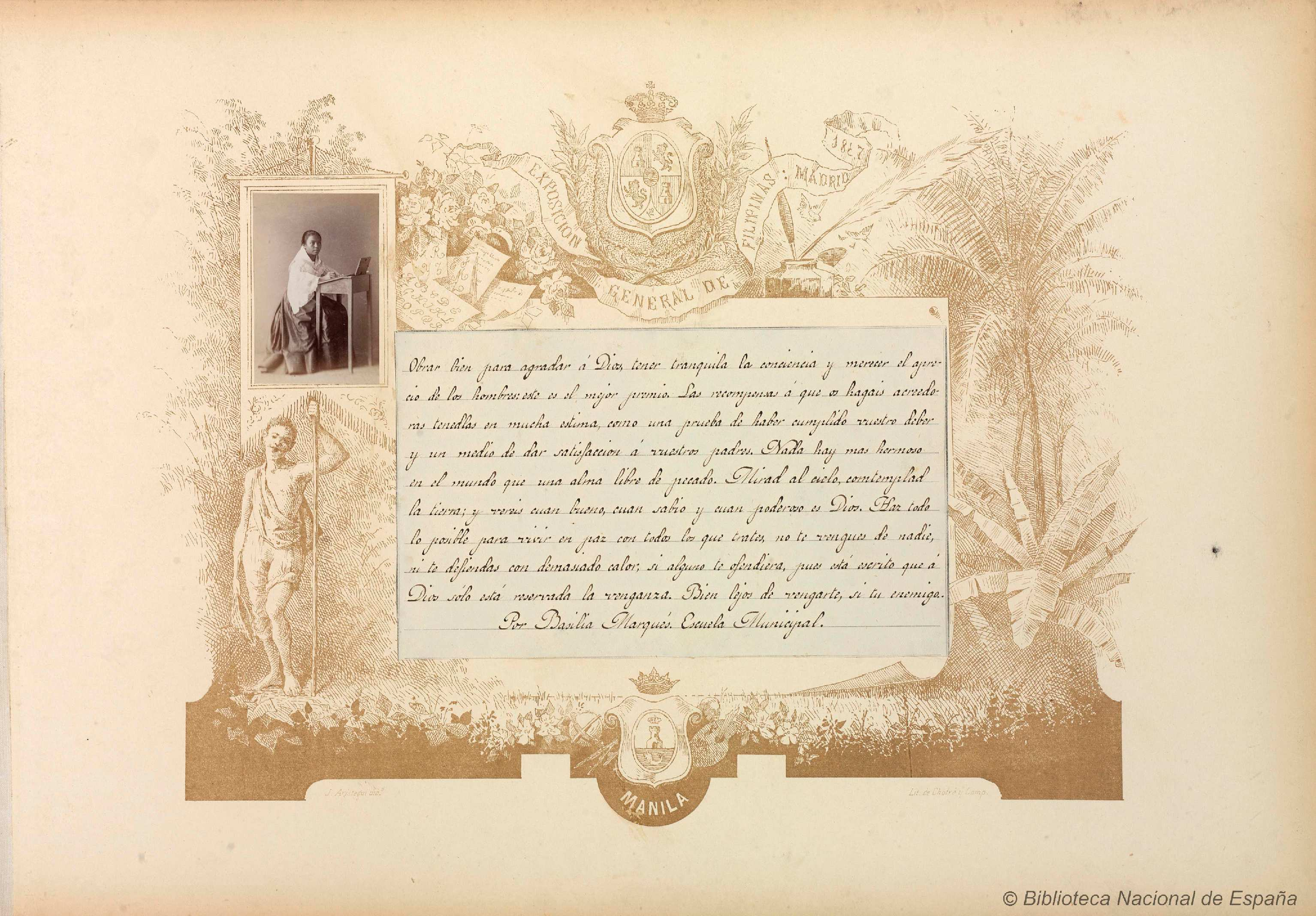
Schriftstück einer Schülerin der Escuela Municipal de Quiapo in 1887

1593 wurde die erste Buchdruckerei gegründet. Ein großer Teil der Kolonialgeschichte der Philippinen wurde auf Spanisch niedergeschrieben. Ebenso wurden Grundbesitzrechte, Zeitungen, Literatur und Verträge auf Spanisch verfasst. Dokumente aus dieser Zeit werden von den Richtern der Philippinen noch heute anerkannt.
Im frühen 17. Jahrhundert wurde der einheimische Drucker Tomas Pinpin beauftragt, ein Wörterbuch zu drucken, womit die tagalogsprachige Bevölkerung die spanische Sprache erlernen konnte. Sein Buch wurde durch die dominikanische Presse veröffentlicht und erschien im Jahr 1610. Anders als von den Dominikanern in Auftrag gegeben, verwendete Pinpin in seinem Wörterbuch das gehobenere Spanisch der oberen Gesellschaftsschichten anstatt der Umgangssprache der unteren Schichten. Pinpins Buch war das erste überhaupt, das von einem Einheimischen geschrieben und veröffentlicht wurde.
1611 wurde die Universidad de Santo Tomás gegründet. Im Jahre 1863 verordnete die Königin Spaniens Isabella II. den Philippinen ein einheitliches Schulsystem.

### Rolle des Spanischen in der philippinischen Nationalbewegung
Während der spanischen Herrschaft und des langsamen Aufkommens des philippinischen Nationalismus entstand der Großteil der Literatur in spanischer Sprache. Auch die erste Verfassung der Philippinen war auf Spanisch verfasst und setzte die Sprache als Nationalsprache des Landes ein. Ein wichtiger Grund dafür war, dass Tagalog zu dieser Zeit nicht von allen Einwohnern verstanden wurde, da es nicht so verbreitet war wie in der heutigen Zeit. Die Bewohner der verschiedenen Landesteile verstanden nur ihre jeweiligen Muttersprachen, beispielsweise Cebuano, Ilocano, Bicolano, Visayas oder Bisaya (Siehe auch Philippinische Sprachen).

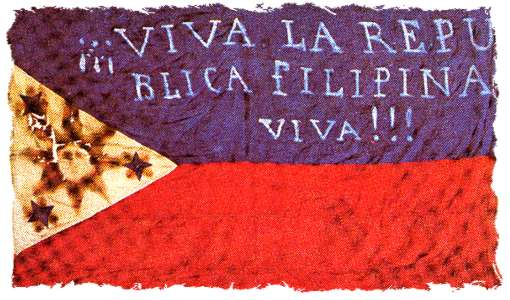
Die erste Flagge mit der Aufschrift „Lang lebe die Republik der Philippinen“, der Ejercito en la Republica de la Filipina (philip. Panghimagsikang Hukbong Katihan ng Pilipinas). Die beiden ersten Verfassungen wurden in Spanisch verfasst.

Während der Kolonialzeit war die Bezeichnung Filipino nur für Spanier gedacht, die auf den Philippinen geboren wurden, oder für die Kinder von Mischehen. Im Zuge der philippinischen Nationalbewegung des späten 19. Jahrhunderts wurde die Bezeichnung Filipino auf alle Einwohner des Landes erweitert. Durch die Liberalisierung des Handels ab 1830 und die Eröffnung des Suez-Kanals entstand zunächst eine neue wohlhabende Schicht aus Mestizen und Einheimischen, die mit liberalen Ideen aus Europa in Berührung kam und das Geld hatte, um ihren Kindern ein Studium zu finanzieren. Die Angehörigen der dadurch entstandenen gebildeten Schicht, die teilweise in Europa studierten, nannten sich Ilustrados (deutsch: Gebildete) und trugen maßgeblich zur Bildung des philippinischen Nationalbewusstseins bei. Für die Ilustrados war es ein Zeichen von Emanzipation, Bildung und Gleichberechtigung, Spanisch zu sprechen und zu schreiben, was die prominentesten unter ihnen auch mit großem Selbstbewusstsein taten.
José Rizal, der chinesische und spanische Vorfahren hatte und somit auch als Mestize galt, war der berühmteste unter den ilustrados. Sein in spanischer Sprache verfasstes Werk Noli me tángere (lateinisch für deutsch: „Rühre mich nicht an“) war von großer Bedeutung für den aufkommenden Nationalismus auf den Philippinen. Das Buch, in Madrid begonnen und 1887 in Berlin fertiggestellt, übte Kritik an der spanischen Regierung und am Klerus und wurde daher von den spanischen Behörden und der Kirche verboten. Rizal schrieb auch auf Tagalog und förderte so diese Sprache. Die Mehrzahl seiner Werke verfasste er jedoch auf Spanisch, so auch den Roman El filibusterismo, die Fortsetzung von Noli me tángere, der 1891 in Biarritz fertiggestellt wurde. Er handelt vom Pro und Kontra von Reform und Revolution.
Die philippinische Zeitung La Solidaridad, die von 1889 bis 1895 auf Spanisch in Europa erschien, war das maßgebliche Organ der philippinischen Reformbewegung, die für Reformen auf den Philippinen sowie Parlamentssitze im spanischen Parlament (Cortes) eintrat. Sie wurde von philippinischen Bürgerlichen geschrieben, die in Europa studiert hatten und mit liberalen Ideen in Berührung gekommen waren. Chefredakteur war Graciano López Jaena, doch auch Rizal und der rhetorisch gewandte Marcelo H. del Pilar schrieben für diese Zeitung. Die Schriften und Ideen der philippinischen Reformbewegung waren für die spätere gegen Spanien gerichtete Revolution von entscheidender Bedeutung.

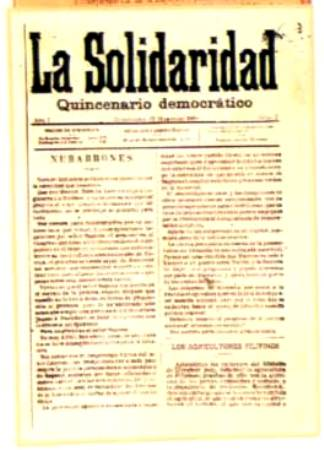
Die spanischsprachige, philippinische Zeitung La Solidaridad

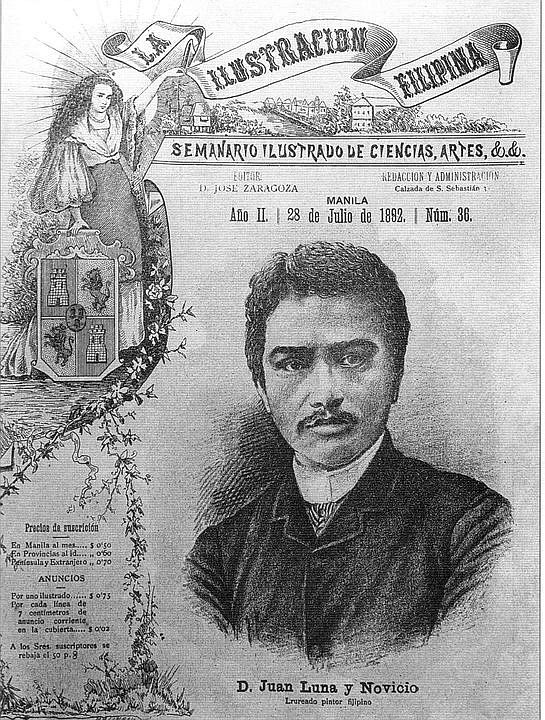
Titelseite der La Ilustración Filipina mit Juan Luna.

Eine weitere Zeitung war die La Ilustración Filipina sie erschien erstmals am 7. November 1891 in Manila und wurde über die Zeit in der letzten Dekade der spanischen Kolonialherrschaft, der Philippinische Revolution von 1896 bis 1898 und dem Beginn des 20. Jahrhunderts publiziert. Die letzte Ausgabe erschien im Jahre 1905.

### Amerikanische Ära
Die Regierung der Ersten Philippinischen Republik entschied sich 1898 auf einer offiziellen Versammlung in Malolos, Bulacan, dafür, Spanisch weiterhin als Amtssprache zu verwenden. Damit war die Sprache auch frei erlernbar für die indigene Bevölkerung. Diese Entscheidung sollte auch dazu dienen, die Sprecherzahl zu erhöhen. In einem Land, in dem über 80 lokale Dialekte existieren, wäre das Spanische von großem Nutzen gewesen. Die Bemühungen fruchteten allerdings nicht, auch weil die Republik von den USA im Philippinisch-Amerikanischen Krieg bekämpft und bis 1902 besiegt wurde.
Als die Spanier die Philippinen als Kolonie abtraten, waren die philippinischen Medien, die Regierung, Justiz, Behörden, Schulen etc. spanischsprachig. Noch im frühen 20. Jahrhundert war Spanisch die dominierende Sprache auf dem Archipel.
Obschon sich Englisch langsam in der Infrastruktur der Philippinen, wie zum Beispiel in der Ausbildung durchzusetzen vermochte, blieb Spanisch eine wichtige Sprache, beispielsweise in der Literatur, da die Mehrheit der gebildeten Filipinos in der spanischen Sprache erzogen worden war. Spanisch blieb somit die wichtigste Sprache auf den Philippinen, obwohl die Mehrzahl der Einheimischen ihrer nicht mächtig war.
Die spanischsprechenden ilustrados spielten nicht nur in der Nationalbewegung gegen Spanien, sondern auch im Widerstand gegen die USA ab 1898 eine maßgebliche Rolle. Außerdem wurde das Englische nur sehr langsam von den Filipinos angenommen, obwohl ab 1902 Englischlehrer auf die Philippinen geschickt wurden. 1908 stellte das amerikanische Bildungsministerium fest, dass das Spanische weiterhin die einflussreichste Sprache auf den Philippinen war, und dass der Anteil derer, die Spanisch sprachen, sich sogar erhöht hatte. Selbst 1916 bemerkte Henry Ford in einem Bericht an den amerikanischen Präsidenten, dass das Spanische immer noch unerlässlich war, um sich auf den Philippinen zu verständigen, und dass alle Zeitungen des Landes in spanischer Sprache erschienen, dagegen keine einzige in englischer.
In den 1930er-Jahren waren die Philippinen ein wichtiger Markt für spanischsprachige Hollywood-Filme, die allerdings oft von den amerikanischen Kolonialbehörden zurückgeschickt wurden, da sie die Amerikanisierungspolitik konterkarierten. Noch 1940 sprachen 6 Millionen Filipinos Spanisch und laut Volkszählung des Jahres 1950 betrug die Zahl der spanischsprechenden Filipinos etwa 6 Prozent der Bevölkerung. Während der 1960er- und 1970er-Jahre wuchsen noch viele Filipinos mit Spanisch als Erstsprache auf. Tagalog und Englisch lernten sie erst später.

### Bedeutungsverlust der spanischen Sprache
Der Niedergang des Spanischen steht im Zusammenhang mit der aggressiven Anglisierungskampagne der Vereinigten Staaten von Amerika. Sie erhoben das Englische zur Unterrichts- und Handelssprache sowie zur ersten Amtssprache der Philippinen, auch wenn es ihnen nicht gelang, das Spanische vollends zu verdrängen. Als die Philippinen 1946 von den Amerikanern in die Unabhängigkeit entlassen wurden, bestätigte der philippinische Gesetzgeber das Spanische sowohl als Amtssprache als auch als Pflichtfach im Schulunterricht.
Nach dem Zweiten Weltkrieg und während des Regimes von Ferdinand Marcos wanderten viele spanischsprechende Familien philippinischer oder spanischer Abstammung nach Süd- und Nordamerika sowie Spanien aus. Gegen Ende des Zweiten Weltkrieges bombardierten die Amerikaner das von den Japanern besetzte Manila. Dabei wurde nicht nur ein Großteil der alten spanischen Gebäude in Manila zerstört, sondern es starben auch etliche Mitglieder der spanischsprechenden Elite.
Heute wird Spanisch von weniger als 3 Prozent der Bevölkerung gesprochen. Die Volkszählung von 1990 ergab eine absolute Sprecherzahl von zwei bis drei Millionen. 1973 wurde Spanisch als Amtssprache, 1987 als Pflichtfach an den Schulen abgeschafft.

## Statusverluste
Spanisch verlor im Jahr 1973, während des Marcos-Regimes, mangels öffentlicher Förderung seitens der Regierung seinen Status als Amtssprache. Heute wird es fast nur noch für kulturelle Zwecke verwendet. Spanisch war offizielles Schulfach bis zum Jahre 1987, als es unter Präsidentin Corazon Aquino aus dem Lehrplan gestrichen wurde. Seitdem wird die Sprache nur noch als Wahlfach unterrichtet.

## Heutiger Status des Spanischen
Die Ausbreitung oder Wiedereinführung des Spanischen als Amtssprache wird bis heute hitzig debattiert. Einerseits wird die Sprache als Teil der philippinischen Kultur und Geschichte angesehen. Bemerkenswert ist vor allem, dass es rund 13 Millionen in spanischer Sprache verfasste Manuskripte aus der Zeit zwischen dem 16. Jahrhundert und dem Jahr 1898 gibt, darunter Rechts-, Wirtschafts-, Handels-, religiöse und patriotische Texte. Bis in die 1960er Jahre wurden Geburtsurkunden auf Englisch und Spanisch verfasst. Für Juristen und Historiker ist Spanisch deshalb weiterhin von hoher Wichtigkeit. Andererseits verweisen Gegner des Spanischen auf dessen Rolle als Instrument der Kolonialisierung sowie dessen geringere praktische Bedeutung im Vergleich zum Englischen.
Das philippinische Zivil- und Strafrecht ähnelt bis heute dem spanischen Vorbild (das sich wiederum am Code Napoléon anlehnt) und enthält trotz seiner seit 1950 gültigen englischen Fassung noch zahlreiche spanische Ausdrücke wie reclusión perpetua (lebenslange Haft), arresto mayor (Freiheitsstrafen bis zu sechs Monaten) oder culpa (Schuld, Fahrlässigkeit). Trotz der massiven Amerikanisierungspolitik während der amerikanischen Kolonialzeit beinhaltet das heutige Rechtssystem weiterhin spanische Traditionen, unter anderem die zentrale Bedeutung des Zivilgesetzbuchs in der Rechtsprechung sowie die im Gegensatz zum angelsächsischen Rechtssystem sehr niedrige Bedeutung von Präzedenzfällen.
Auch die Kultur der Philippinen ist stark durch die spanische Kolonialzeit geprägt. Die philippinische Sentimentalität, die der lateinamerikanischen sehr ähnelt, hat zur Popularität sowohl von Latino-Popstars als auch lateinamerikanischer Telenovelas beigetragen. Am auffälligsten ist jedoch der Katholizismus, der von fast 90 Prozent der Filipinos praktiziert wird und dabei spanische, mexikanische und einheimische Einflüsse in sich vereint.
In Manila befindet sich eine Niederlassung des Instituto Cervantes, des Instituts der spanischen Regierung zur Förderung der spanischen Sprache und Kultur. Zudem sind die Philippinen Mitglied in der Unión Latina. Die spanische Sprache genießt inzwischen wieder Beliebtheit unter den jungen Filipinos, unter anderem auf Grund des Latino-Trends der letzten Jahre.

## Philippinisches Spanisch
Da die Philippinen lange Zeit von Neuspanien (Mexiko) aus regiert wurden, hat das philippinische Spanisch eine größere Ähnlichkeit mit dem mexikanischen Spanisch als mit dem europäischen Spanisch. Noch heute existieren in Acapulco (Mexiko) einige „Filipino-Kolonien“, die von ausgewanderten Filipinos bewohnt werden.

### Phonetik
- Auf den Philippinen wird seseo gesprochen, ähnlich vielen Dialekten und Varietäten in Andalusien und Lateinamerika. Daher wird das im Kastilischen stimmlose, gelispelte „c“ (ähnlich dem englischen „th“) vor „e“ und „i“ als stimmloses „s“ gesprochen, etwa in den Namen Barcelona oder García.
- Die halbgeschlossenen Vokale /o/ und /e/ werden geschlossener gesprochen.
- Vor betontem Vokal als Silbenanlaut wird ein Knacklaut gesprochen.
- Der Laut /x/ (wie „ch“ in dt. „Dach“; geschrieben als „j“ oder „g“ vor „e“ und „i“) wird durch einen weichen Hauchlaut, ähnlich einem „h“, ersetzt. Beispiel: Juan, oder José werden als Huan oder Hosé ausgesprochen.

### Vokabular
Es bestehen zahlreiche Lateinamerikanismen, Archaismen sowie Lehnwörter aus philippinischen Sprachen. Einige Wörter gelangten aus indianischen Sprachen über das mexikanische Spanisch ins philippinische Spanisch, darunter avocado, guava, papaya, zapote usw.

## Einfluss auf philippinische Sprachen
Es gibt rund 4000 Wörter spanischen Ursprungs im Tagalog und rund 6000 Hispanismen im Visayas und anderen Dialekten. Das spanische Zahlen-, Kalender- und Zeitsystem ist mit geringfügigen Veränderungen nach wie vor in Gebrauch. Alte Formen spanischer Wörter, wie sabon statt jabón (Seife), relos statt reloj (Uhr), sowie Archaismen wie pera statt span. dinero bzw. lateinam. plata (Geld) sind im Tagalog konserviert. Einige spanische Wörter haben in philippinischen Sprachen eine andere Bedeutung angenommen.
Chabacano, in verschiedenen Varietäten (u. a. das Zamboangueño als die Varietät mit den meisten Sprechern), ist eine auf dem Spanischen basierende Kreolsprache. Sie wird meistens im Süden, in den Provinzen von Zamboanga gesprochen. Die Sprache entwickelte sich ursprünglich in Cavite, als die Spanier dort Handels- und Militäreinrichtungen gründeten. Sie entwickelte sich später in den verschiedensten Regionen der südlichen Philippinen zur Lingua franca.